# Stenoterommata platensis
Stenoterommata platensis is een spinnensoort in de taxonomische indeling van de bruine klapdeurspinnen (Nemesiidae).
Stenoterommata platensis werd in 1881 beschreven door Holmberg.